# Hoplomachus

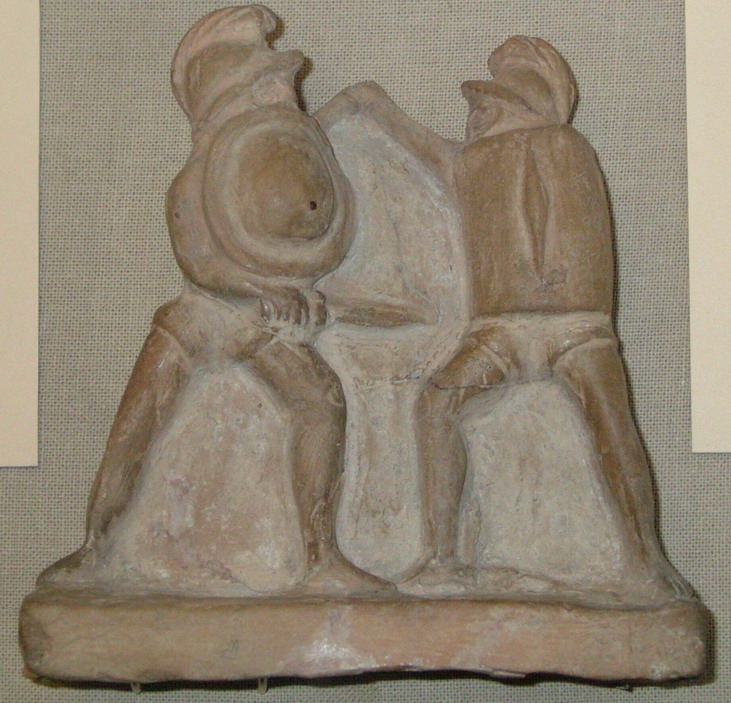
Fragmento de cerámica en la que un hoplomachos lucha contra un thraex (Museo Británico)

Un hoplomachos u hoplomachus (en griego: όπλομαχος, que se puede traducir por "el que lucha como un hoplita") fue un tipo de gladiador de la antigua Roma, cuyas armas y armadura imitaban a las de los hoplitas griegos. Portaba una armadura pesada y casco, junto con un escudo redondo. Como armas tan sólo portaba una lanza y una espada llamada gladius. El escudo le servía como arma de ataque casi tanto como la espada o la lanza.
A menudo el hoplomachos era enfrentado al murmillo (armado como un soldado romano), en el marco de las recreaciones de guerras históricas entre Roma y las Grecia helenística. El nombre también significa «guerrero armado».
- Datos: Q935231
- Multimedia: Hoplomachi / Q935231